# Svenska kyrkan i Lausanne
Svenska kyrkan i Lausanne är en av Svenska kyrkans utlandsförsamlingar. Liksom de andra kyrkorna i Svenska kyrkan i utlandet sorterar församlingen under Visby stift.

## Administrativ historik
Församlingen bildades 1980. 

## Kyrkoherdar
| Ämbetstid | Namn         | Levnadstid | Övrigt |
| --------- | ------------ | ---------- | ------ |
| 2012–2016 | Lars Parkman | 1956–      | [ 2 ]  |

### Diakoner
| Ämbetstid | Namn           | Levnadstid | Övrigt |
| --------- | -------------- | ---------- | ------ |
| 2012–2016 | Louise Parkman | 1949–      | [ 2 ]  |

### Fotnoter
1. ↑  ”Visby stift”. www.svenskakyrkan.se. https://www.svenskakyrkan.se/visbystift. Läst 6 november 2024.
2. 1 2   Matrikel 2016: Svenska kyrkan (69:a utgåvan). Stockholm: Verbum. 2016. sid. 417. ISBN 978-91-5263615-2